# L'Avvenire dei Lavoratori
L'Avvenire dei Lavoratori (Porvenir de los Trabajadores), llamado también AdL es un diario socialista italiano editado en Suiza por emigrantes desde el año 1899.
El diario nació con el fin de sostener las actividades de los socialistas italianos en Suiza pero con la creación del régimen de Benito Mussolini en 1922 se convirtió en el principal centro de la reorganización de los socialistas italianos en el exilio.
En un siglo de actividades el diario fue sustenido de los más importantes dirigentes e intelectuales de la izquierda italiana, como Giacomo Matteotti, Sandro Pertini, Pietro Nenni y Ignazio Silone como de la izquierda ítalo - suiza, como Ezio Canonica y Dario Robbiani, ambos dirigentes del Partido Socialista Suizo.
Hoy el diario es impreso como newsletter, el director es Andrea Ermano, tiene como codirector al exsenador Felice Besostri.